# پنج شب با فردی: مکان خواهر
پنج شب با فردی: سیستر لوکیشن  (به انگلیسی: Five Nights at Freddy's: Sister Location) (که با نام پنج شب با فردی ۵ نیز شناخته می شود) یک بازی ویدیویی ترس و بقا با عناصر اشاره و کلیک است که توسط اسکات کاتن ساخته شده است. این پنجمین قسمت اصلی از مجموعه پنج شب در فردی است. این بازی در ابتدا در ۱۶ مهر ۱۳۹۵ بر روی استیم و گیم جولت منتشر شد و نسخه موبایل برای اندروید در ۲ دی ۱۳۹۵ و برای آی‌اواس در ۱۴ دی ۱۳۹۵ نیز منتشر شدند. نسخه‌های نینتندو سوئیچ، اکس‌باکس وان و پلی‌استیشن ۴ نیز منتشر شده اند.
این بازی از چندین جهت با قسمت های قبلی پنج شب با فردی متفاوت است. به جای محدود شدن در یک اتاق، بازیکن می‌تواند بین اتاق‌ها حرکت کند، که هر کدام اهداف متفاوتی دارند که باید انجام دهند. در طول بازی، بازیکن با گروه جدیدی از شخصیت‌های انیماترونیک ارتباط برقرار می‌کند که محور اصلی آن یک انیماترونیک کودک‌ مانند به نام سیرکس بیبی است.
این بازی نقدهای متفاوتی از سوی منتقدان دریافت کرد، آنها داستان و اجرای صدا را تحسین کردند اما برخی از جنبه‌های گیم‌پلی آن را مورد انتقاد قرار دادند. دنباله‌ای به نام شبیه‌ساز پیتزافروشی فردی فزبر در ۱۳ آذر ۱۳۹۶ منتشر شد.

## گیم‌  پلی
بخش عمده گیم پلی بازی پنج شب با فردی: مکان خواهر جنبه بقای بازی‌های قبلی را از بین می‌برد. بازیکن به جای اینکه در یک مکان بماند و از حمله انیماترونیک‌های متخاصم جلوگیری کند، باید از اتاقی به اتاق دیگر حرکت کند تا بتواند یک سری اهداف روایی را که در طول هر یک از پنج شب تغییر می‌کند، برآورده کند.
مینی‌گیم‌های پس از مرگ از پنج شب با فردی ۲ بازمی‌گردند. هنگامی که یک بازی به پایان می‌رسد، ممکن است به بازیکن فرصت داده شود تا یک مینی‌گیم ۸ بیتی را انجام دهد. در مکان خواهر، سیرکس بیبی باید به بچه‌ها کیک فنجانی بدهد و سپس برای دختر بچه‌ای یک بستنی بیاورد که به مرگ دختر ختم می‌شود. تکمیل این مینی‌گیم امکان دسترسی به سطح مخفی شب ۵ را فراهم می کند. بازآفرینی تقریباً گیم‌پلی بازی در پنج شب با فردی اصلی، که گیم پلی بقا را باز می‌گرداند.
تکمیل هر پنج شب، ویژگی‌های اضافی را باز می‌کند: تصاویر و طرح‌های اولیه انیماترونیک‌های بازی، ساخت آنها، نقشه امکانات و دسترسی به منو به مینی‌گیم کیک فنجانی سیرکس بیبی. از به‌روزرسانی ۱۱ آذر ۱۳۹۵، پاک کردن تمام شب‌ها حالت شب سفارشی غیر کانن را نیز باز می‌کند، که در نسخه اصلاح‌شده اتاق مخفی شب ۵ تنظیم شده است. بازیکن می‌تواند از میان چندین حالت و تنظیمات دشواری، با انیماترونیک‌های جدید روبرو شود، و برای زنده ماندن باید هم انرژی و هم منابع اکسیژن را حفظ کند. تکمیل این حالت‌ها به بازیکن اجازه می‌دهد مجموعه‌ای از صحنه‌های برش را که به‌عنوان بخشی از کانن سری اعلام شده‌اند، مشاهده کند. همه به جز آخرین صحنه در وضوح ۸ بیت هستند.
یک سیستم دستاورد به شکل چهار ستاره وجود دارد که با باز کردن قفل هر دو پایان بازی، تکمیل مینی‌گیم سیرکس بیبی و تکمیل سخت‌ترین سختی در هر شب سفارشی به دست می‌آید. تکمیل هر شب سفارشی از پیش تعیین شده در هر حالت، ستاره خود را در حالت شب سفارشی خاص اعطا می‌کند.
مانند تمام بازی‌های پنج شب با فردی، عدم دفاع از خود در برابر شخصیت‌های متخاصم انیماترونیک منجر به جامپ‌اسکر می‌شود.

## داستان
بازی با مصاحبه‌کننده‌ای شروع می‌شود که از ویلیام افتن، خالق شخصیت‌های انیماترونیک بازی و چهره بنفش تصویر شده در مینی‌گیم‌های قسمت‌های قبلی، درباره انتخاب‌های طراحی خاصی که هنگام ساخت انیماترونیک انجام داده است، سؤال می‌کند. افتن چندین ویژگی سیرکس بیبی را فهرست می‌کند، مانند توانایی او در ساخت بستنی، باد کردن بادکنک‌ها در نوک انگشتانش و گرفتن درخواست‌های آهنگ و رقصیدن با آنها. مصاحبه‌کننده از این پاسخ ناراضی است، زیرا ویژگی‌هایی که افتن به آن اشاره می‌کند، آن چیزی نبود که به آن اشاره می‌کرد.
مدتی بعد، پسر افتن، مایکل، کارمند جدید سرگرمی و اجاره سیرکس بیبی، یک مرکز زیرزمینی و مکان خواهر در پیتزای فردی فزبر است، که دارای انیماترونیک‌هایی است که برای جشن تولد کودکان اجاره داده می شود. اینها شامل تغییرات جدید انیماترونیک‌های اصلی با مضمون سیرک می‌شود: فانتایم فردی، بون-بون، و فانتایم فاکسی، و همچنین چندین شخصیت جدید مانند بالورا، بیدی‌باب‌ها، مینیریناس، و سیرکس بیبی. این انیماترونیک‌ها از دنیای پیتزای سیرکس بیبی که در واکنش به محبوبیت پیتزافروشی فردی فزبر ساخته شده بود، سرچشمه گرفته بودند، اما پیتزافروشی مدت کوتاهی قبل از اینکه به دلیل "نشت گاز" بسته شود، تعطیل شده بود. با شروع اولین شب او، هندیونیت، دستیار او وظایف روزانه خود را به مایکل محول می‌کند. در شب ۲، برق قطع می‌شود و مایکل باید از بیدی‌باب‌ها پنهان شود تا کلیدهای مدار تاسیسات را دوباره تنظیم کند. سیرکس بیبی که معلوم می‌شود حساس است، به مایکل هشدار می‌دهد که دستورالعمل های هندیونیت را نادیده بگیرد تا توسط بالورا کشته نشود، سپس دستور های خود را به مایکل می‌دهد.
در بین شب‌ها، دیالوگ‌ها نشان می‌دهد که دختر افتن به پدرش التماس می‌کند تا به او اجازه دهد با سیرکس بیبی بازی کند، که در ابتدا برای او ساخته شده بود، اما بعداً به دلایل نامعلومی از دسترسی او به آن محروم شد. در یک مینی‌گیم پس از مرگ، دختر موفق می‌شود به سیرک بیبی نزدیک شود، اما سیرکس بیبی پنجه‌ای را از شکمش بیرون می‌آورد و او را به داخل می‌کشد، که به این معنی است که اکنون انیماترونیک توسط روح دختر تسخیر شده است.
در شب ۳، مایکل فانتایم فردی را تعمیر می‌کند، اما در راه بازگشت، فانتایم فاکسی باریش کمین می‌کند. او شب چهارم را با لباس انیماترونیک از خواب بیدار می‌شود که توسط سیرکس بیبی ربوده شده و در اتاق اسکوپینگ قرار گرفته است، که اسکلت های درونی انیماترونیک ها را جدا می کند. پس از مشاهده اسکلت درونی بالورا توسط اسکوپر، مایکل باقی می‌ماند تا قبل از اینکه خودش را آزاد کند، در شب در برابر مینیریناس زنده بماند. در شب پنجم، دو تکنسین به دار آویخته شده پیدا می‌شوند و سیرک بیبی به مایکل دستور می‌دهد تا بدن خالی‌شده‌اش را با فرستادن او به اتاق اسکوپینگ در حالی که از یک انیماترونیک ناشناس او را دنبال می‌کند، نابود کند.
اگر مایکل جسد سیرکس بیبی را به اتاق اسکوپ بیاورد، صدای سیرکس بیبی خودش را انارد نشان می‌دهد، انیماترونیکی که او را دنبال می‌کرد. ترکیبی از قطعات انیماترونیک‌های تأسیسات، انارد مایکل را در اتاق به دام می اندازد و از اسکوپ برای بیرون کشیدن و کشتن او استفاده می‌کند. سپس انارد خود را در بدن مایکل پنهان می کند تا از این مرکز فرار کند. اگر "شب سفارشی" در سخت ترین سختی کامل شود، یک کات‌سین ۸ بیتی انارد را نشان می‌دهد که بدن در حال تجزیه مایکل را پس از مدتی رها کرده و به داخل فاضلاب فرار می‌کند. سیرکس بیبی مکرراً می‌گوید «تو نمی‌میری» و مایکل را وادار می‌کند تا به‌طور معجزه‌آسایی زنده شود و از جای خود بلند شود. مایکل که اکنون به دلیل ظاهر مخدوش خود در سایه‌ها پنهان شده است، با پدرش در مورد زمان حضورش در این مرکز و یافتن و آزاد کردن "او(مونث)" صحبت می‌کند. او قبل از اینکه اعلام کند که پدرش را پیدا خواهد کرد، درباره بقای خود از مثله شدن و استفاده توسط انارد فکر می‌کند. در بقایای سوخته ترس‌های فزبر، اسپرینگ ترپ که جسد افتن را در خود جای داده است، در میان خرابه‌ها ظاهر می‌شود.
از طرف دیگر، مایکل می‌تواند از سیرک بیبی سرپیچی کند و کارت کلیدی را بازیابی کند، پس از آن وارد یک اتاق خصوصی می‌شود که باید تا ساعت ۶:۰۰ صبح از انارد جلوگیری کند. یک ایستر اگ که در این منطقه قابل دسترسی است، فیلم دوربین خانه را نشان می‌دهد که در پنج شب با فردی ۴ نمایش داده شده است. به این معنی که خانه متعلق به خانواده افتن است و پسری که در مینی‌گیم‌های آن به تصویر کشیده شده است، پسر افتن و برادر کوچکتر مایکل است. مایکل پس از پایان شیفت کاری خود در خانه‌ای که انارد او را دنبال کرده است استراحت می‌کند. بازی از این پایان به عنوان "پایان ساختگی" یاد می‌کند.

## توسعه
در آوریل ۲۰۱۶، کاتن یک تصویر تیزر از بازی را در وب‌سایت خود منتشر کرد، با عنوان پنج شب با فردی: مکان خواهر، که شامل یک انیماترونیک شبیه دلقک بود که نامش "سیرکس بیبی" بود. چندین تصویر تیزر دنبال شد که شخصیت‌های مختلف و نکاتی را در مورد منشأ آنها آشکار کرد.
تریلر بازی در صفحه رسمی یوتیوب کاتن منتشر شد که دارای انیماترونیک‌های جدید و مکان جدید بود. تاریخ انتشار بعداً ۱۶ مهر ۱۳۹۵ تأیید شد.
در ماه آگوست، یک تصویر تیزر در وب‌سایت کاتن با عبارت "لغو شد. به دلیل افشای اطلاعات" منتشر شد. این در ابتدا به این معنی بود که خود بازی به دلیل لو رفتن صدای یکی از انیماترونیک‌های بازی، یعنی بالورا، لغو شده است. با این حال، به سرعت مشخص شد که بخشی از خط داستانی است، زیرا زمانی که تصویر روشن شد، یک مقاله خبری تخیلی پیدا شد که در مورد چگونگی بسته شدن مکان درون بازی به دلیل «نشت گاز» بحث می‌کرد.
در ۱۳ مهر ۱۳۹۵، کاتن در انجمن استیم پستی منتشر کرد و اظهار داشت که این بازی دارای داستان بسیار تاریکی است و ممکن است برای کودکان مناسب نباشد. برای این، او گفت که ممکن است چندین ماه دیگر روی این بازی کار کند تا بازی و داستان آن برای بازیکنان جوان‌تر مناسب‌تر باشد،، اما زمانی که او بازی را منتشر کرد، معلوم شد که آن یک فریب بود، نسخه "بالغ" در ۱۵ مهر ۱۳۹۵. بازی رسمی پس از آن روز بعد در استیم منتشر شد.
در ۱۶ مهر ۱۳۹۵، کاتن در وب‌سایت خود و صفحه استیم بازی اعلام کرد که یک شب سفارشی غیرکانن در ماه دسامبر به بازی اضافه خواهد شد و یک بروزرسانی برای آن قبل از نسخه اصلی آن منتشر خواهد شد؛ که در ۱۱ آذر ۱۳۹۵ منتشر شد.
در ۲ دی ۱۳۹۵، یک نسخه موبایل برای دستگاه‌های اندرویدی در فروشگاه گوگل پلی منتشر شد. در ۱۴ دی ۱۳۹۵، یک نسخه موبایل برای دستگاه‌های آی‌اواس در اپ استور منتشر شد. در ۲۹ خرداد ۱۳۹۹، یک نسخه نینتندو سوئیچ در فروشگاه اینترنتی نینتندو منتشر شد. در ۲۰ تیر ۱۳۹۹، یک نسخه اکس‌باکس وان منتشر شد. در ۳۱ تیر ۱۳۹۹، یک نسخه پلی‌استیشن ۴ منتشر شد.

## پذیرایی
| گردآورنده | امتیاز     |
| --------- | ---------- |
| متاکریتیک | PC: 62/100 |

| ناشر       | امتیاز      |
| ---------- | ----------- |
| دستراکتید  | PC: 6/10    |
| گیم‌زبو     | MOB:        |
| GameCrate  | PC: 7.50/10 |
| TechRaptor | PC: 9.0/10  |

با توجه به جمع‌آوری نقد متاکریتیک، پنج شب با فردی: مکان خواهر نقدهای "مختلط یا متوسط" از منتقدان دریافت کرد که امتیاز ۶۲از ۱۰۰ را به خود اختصاص داد. دستراکتید به بازی ۶/۱۰ امتیاز داد، در حالی که گیم‌کریت به آن ۷.۵۰/۱۰ امتیاز داد. راب ریچ از گیم‌زبو برای نسخه موبایل نقد مناسبی ارائه کرد و به بازی ۳ از ۵ ستاره داد و گفت: "لزوما فکر نمی کنم مکان خواهر بدترین نسخه موبایل سری فنف باشد، اما با وجود این، مطمئنا بهترین نیست. به طور کلی جلوه‌های بصری بهبود یافته است." شلبی واتسون از دانشگاه ایالتی آستین پی به بازی یک نقد مثبت داد و به این اشاره کرد که با کیفیت بازی اول قابل مقایسه است، اما برخلاف بازی اول، هرگز به بازیکن اجازه نمی‌دهد تا مکانیک را تنها بر روی حافظه عضلانی کار کند. . او می نویسد: "...هر شب آنقدر متفاوت است، غیرممکن است که با مکانیک آنقدر راحت باشید که احساس می‌کنید طبیعت دوم است. بازی آنقدر تغییر می‌کند، شما مجبور می‌شوید وفق دهید و همیشه در لبه هستید. تچ‌رپتور بازی را ۹/۱۰ ارزیابی کرد و آن را "واقعاً وحشتناک" با "داستان سرایی عالی" خواند و صداگذاری را تحسین کرد.